# Ь
Ь, ь は、キリル文字のひとつ。

## 呼称
- ロシア語：ミャーフキーズナーク (мягкий знак)、イェリ (ерь)
- ウクライナ語：ムヤークイーズナーク (м'який знак)
- ブルガリア語：エルマーラック
- アブハズ語：アルプシュカガドゥルガ (арҧшқага дырга)
- アディゲ語：シャバタムグ (шъэбэ тамыгъ)
- 英語：ソフトサイン (soft sign)

## 音素
- ロシア語では、独立した音を持たず、軟音符と呼ばれ、直前の音が硬子音 (非口蓋化子音) ならば軟子音 (口蓋化子音) 化する働きを持つ。жь, чь, шь, щь においては ь があってもなくても発音は変わらない。名詞の語尾においてはそれが女性名詞であることを、шь は動詞の語尾において二人称単数であることを示している。
- ブルガリア語では、ьо が子音の後ろで/jo/を表す。語頭や母音の後ろでは йо を用いる。1945年以前の旧正書法では発音が子音で終わる女性名詞の語尾に付けられていたがロシア語と異なり子音の軟子音化はしなかった。結果、現行の正書法では子音字で終わる女性名詞が存在する。
- ウクライナ語では、基本的にはロシア語での用法と同じだが、/jo/を表す用法はブルガリア語と同様である。
- アブハズ語では、ロシア語での用法と同じく、子音の後ろにつくことで口蓋化を表す。
- アディゲ語では、жь (/ʑ/)とхь (/ħ/)でのみ現れる。
- 本来は独立した母音字であり、e または i の非常に弱く短い音を表したと考えられている。直前の子音は必ず軟子音となる。その後の音韻変化により、語の中の位置によってより完全な母音 (е など) なるか、または独立した母音としては脱落して前の子音が軟子音であることを示す符号のような役割を持つようになった ロシア語: вьсь → весь、вьсе → все :全て)。

## アルファベット上の位置
ロシア語の第 30 字母、ベラルーシ語の第 29 字母、ウクライナ語の第 31 字母、ブルガリア語の第 28 字母、アブハズ語の第 63 字母、アディゲ語の第 61 字母である。

## Ьに関わる諸事項
- ロシア語、ウクライナ語、ブルガリア語、アブハズ語、アディゲ語では語頭に立たないため、元来大文字はない。
- ラテン文字に転写する場合はアポストロフィー（'）が使われる。ただし、通常の表記では一切反映されないケースが多い。（例：Тверь(トヴェリ) → Tver）

## 符号位置
| 大文字 | Unicode | JIS X 0213 | 文字参照        | 小文字 | Unicode | JIS X 0213 | 文字参照        | 備考 |
| ------ | ------- | ---------- | --------------- | ------ | ------- | ---------- | --------------- | ---- |
| Ь      | U+042C  | 1-7-30     | &#x42C; &#1068; | ь      | U+044C  | 1-7-78     | &#x44C; &#1100; |      |